# Macasar (Indonesia)
Macasar o Macázar (en indonesio: Makassar, en dialecto macasarense ᨀᨚᨈ ᨆᨀᨔᨑ makasar) es la capital y mayor ciudad de la provincia de Célebes Meridional, en Indonesia. Se encuentra en la península sur de la isla de Célebes, (en idioma nativo se denomina isla Sulawesi, pronunciado 'Sulavesi'), en el estrecho de Macasar. (Hay que tener en cuenta que la isla, físicamente, puede imaginarse como la unión de cuatro penínsulas que recuerdan a una espiral). Cuenta con 1.315.000 habitantes. Fue posesión portuguesa entre 1512 y 1667. Entre 1971 y 1999 recibió el nombre de Ujung Pandang. La ciudad es sede de la Universidad Hasanuddin, fundada en 1956.

## Historia
Los primeros colonos europeos fueron los navegantes portugueses, que llegaron en el año 1512 en busca de las islas de las Especias. Hicieron de la ciudad de Macasar un gran emporio comercial donde diferentes nacionalidades (China, India, Siam, Árabia, Java, Malasia) intercambiaban sus productos (metales, textiles, armas) por otros nativos como nuez moscada, canela, alcanfor y clavo que venían del interior e islas adyacentes (islas de las Especias, Maluku...). Durante el siglo XVI la ciudad alcanzó su cénit siendo el centro del poderoso sultanato de Gowa y Tallo. Ambos mantenían una serie de fortificaciones con pared amurallada para defender la costa. Los portugueses llamaron a la ciudad Macasar. 
Con la llegada de los neerlandeses en los albores del siglo XVII esta situación cambió radicalmente. Los lusitanos se vieron obligados a abandonar su posición de preeminencia jerárquica en favor de los recién llegados. La poderosa Compañía Neerlandesa de las Indias Orientales estableció su feudo en la ciudad. Cambiaron el nombre de la ciudad por el de 'Fort Rotterdam'. Destruyeron las fortificaciones del Sultán de Gowa el cual se vio forzado a vivir en las inmediaciones de Macasar. Tras la Guerra de Java (1825-1830), el príncipe Diponegoro fue obligado a exiliarse en Fort Rotterdam, donde falleció en 1855.
A principios del siglo XVI, Macasar era el principal centro comercial del este de Indonesia y pronto se convirtió en una de las ciudades más grandes de las islas del Sudeste Asiático. Los reyes de Macasar mantuvieron una política de comercio libre, insistiendo en el derecho de cualquier visitante para hacer negocios en la urbe. De esta manera, rechazaron las tentativas de los neerlandeses de establecer un monopolio sobre la ciudad. Además, cuando Macasar se convirtió mayoritariamente al islam, los cristianos pudieron seguir ejerciendo sus negocios en ella. Con estos atractivos, Macasar era un lugar clave para los malayos que comerciaban en la isla de las especias, así como una base valiosa para comerciantes europeos y árabes que provenían de más lejos.
La ciudad es puerto exportador de la valiosa madera que lleva su nombre: 'Ébano de Macasar'.
En el siglo XVII la Compañía Neerlandesa de las Indias Orientales ocupó la ciudad y en 1667 se hizo con su control. La importancia de Macasar disminuyó con el control de los neerlandeses que intentaron instaurar un monopolio comercial. Los reyes nativos consiguieron mantener su autonomía comercial. La Compañía Holandesa de las Indias Orientales fundó una fortaleza en 1658 y permaneció con el control comercial hasta la llegada de los japoneses que invadieron la isla durante la II guerra mundial. Se convirtió en puerto libre en 1848. Desde 1946 a 1950 fue capital de Indonesia Oriental, un estado dominado por los neerlandeses.